# Blind Faith (Warrant)
Blind Faith è un singolo del gruppo musicale statunitense Warrant, il quarto estratto dal loro secondo album in studio Cherry Pie nel 1991.
Il brano raggiunse l'ottantottesimo posto della Billboard Hot 100 e la trentanovesima posizione della Mainstream Rock Songs.

## Tracce
1. Blind Faith – 3:32
2. Mr. Rainmaker – 3:29

## Classifiche
| Classifica (1991)             | Posizione massima |
| ----------------------------- | ----------------- |
| Stati Uniti                   | 88                |
| Stati Uniti (mainstream rock) | 39                |